# Aru (Ituri)
Aru est une localité, chef-lieu de territoire de la province de l'Ituri en république démocratique du Congo.

## Géographie
Elle est située à 230 km au nord du chef-lieu provincial Bunia.

## Administration
Chef-lieu territorial de 19 629 électeurs recensés en 2018, la localité a le statut de commune rurale de moins de 80 000 électeurs, elle compte 7 conseillers municipaux en 2019.

## Population
Le recensement date de 1984,.
| 1984 | 2004   | 2012   |
| ---- | ------ | ------ |
| -    | 26 290 | 30 844 |

## Personnalités liées à la localité
- Patrice Autsai Adriko (1969-), homme politique de la république démocratique du Congo.